# Sompuis
Sompuis es una localidad francesa de 292 habitantes situado en el departimento de Marne en la región de Champaña-Ardenas.

## Demografía
| 318 | 301 | 278 | 287 | 301 | 292 |
| Para los censos de 1962 a 1999 la población legal corresponde a la población sin duplicidades (Fuente: INSEE [Consultar]) |     |     |     |     |     |